# Marley Rose
Marley Rose est un personnage de fiction de la série télévisée américaine Glee, interprétée par Melissa Benoist et doublée en français par Adeline Chetail. Elle apparaît dans le premier épisode de la saison 4. Marley a été développée par les créateurs de Glee, Ryan Murphy, Brad Falchuk et Ian Brennan.

## Biographie fictive
Elle semble vivre seule avec sa mère, son père n'a jamais été mentionné, ils vivent dans une petite maison des quartiers modestes. Sa mère est obèse et travaille à la cantine du lycée, ce qui lui vaut des moqueries, sa mère n'est pas très riche, alors elle reçoit des vêtements donnés et mange grâce à des coupons. En tant que nouvelle au lycée, elle tente de devenir populaire et d'avoir des amis, car elle subissait trop de moqueries dans son ancien lycée. Passionnée par la chanson, elle tente d'entrer dans le Glee Club, devenu populaire grâce à la victoire de l'an passé, son audition est réussie mais elle se désiste lorsqu'elle entend des moqueries de la part du Glee Club. Sam Evans la convainc tout de même de venir et s'excuse de la part de tous. Elle devient rapidement la confidente de Wade "Unique" Adams, leur vulnérabilité les rapproche. Elle tombe aussi rapidement amoureuse de Jake Puckerman, qui s'avère être un dragueur.
Marley est belle et très talentueuse, ce qui vaut la jalousie de certains de ses camarades, dont Tina Cohen-Chang. Elle semble être une fille solitaire et dont la confiance a un prix. C'est aussi une fille plutôt naïve et fragile, elle n'hésite pas à se faire vomir lorsque Kitty Wilde lui informe qu'elle a l'air d'avoir pris du poids. Elle souhaite devenir une chanteuse qu'on entend à la radio. Kitty est sa rivale car elle veut devenir la petite amie de Jack Puckerman, qui est lui-même tombé sous le charme de la fragile Marley. Kitty et elle deviendront finalement amies quand Kitty sortira avec Artie.

## Interprétations

### Saison 4

#### Solo
- Chasing Pavements (Adele) - Avec les New Directions
- Everytime (Britney Spears)
- Look At Me, I'm Sandra Dee (Reprise) (Grease)
- The First Noel (Chanson de Noel)

#### Duo, Trio, Quatuor
- New York State Of Mind (Billy Joel)  - Avec Rachel Berry
- Womanizer (Britney Spears)  - Avec Wade "Unique" Adams et Tina Cohen-Chang
- Crazy/U Drive Me Crazy (Aerosmith/Britney Spears)  - Avec Jake Puckerman
- Blow Me (One Last Kiss) (P!nk)  - Avec Wade "Unique" Adams
- Born To Hand Jive (Grease)  - Avec Mercedes Jones, Jake Puckerman et Ryder Lynn
- You're The One That I Want (Grease)  avec Ryder Lynn, Finn Hudson, Rachel Berry
- Holding Out For A Hero (Bonnie Tyler)  - Avec Kitty Wilde
- Some Nights (Fun.)  - Avec Blaine Anderson, Ryder Lynn, Sam Evans, Jake Puckerman, Kitty Wilde, Joe Hart, Tina Cohen-Chang
- Don't Dream It's Over (Crowded House)  - Avec Finn Hudson, Blaine Anderson, Tina Cohen-Chang, Sam Evans et Brittany Pierce
- Have Yourself a Merry Little Christmas (Judy Garland)  - Avec Jake Puckerman, Noah Puckerman, Sam Evans, Brittany Pierce, Blaine Anderson et Kurt Hummel
- Tell Him (Vonda Shepard)  - Avec Brittany Pierce
- Locked Out Of Heaven (Bruno Mars)  - Avec Wade "Unique" Adams et les filles
- A Thousand Years (Christina Perri)  - Avec Jake Puckerman
- This Is The New Year (A Great Big World)  - Avec tous les New Directions
- You're All I Need To Get By (Marvin Gaye)  - Avec Jake Puckerman et les garçons
- Anything Could Happen (Ellie Goulding)  - Avec Jake Puckerman et Artie Abrams
- Sparkling Diamonds (Moulin Rouge)  - Avec Wade "Unique" Adams et les filles
- Wannabe (Spice Girls)  - Avec Wade "Unique" Adams, Kitty Wilde, Tina Cohen-Chang et Brittany Pierce
- Mamma Mia (Bonnie Tyler)  - Avec Rachel Berry, Kitty Wilde, Blaine Anderson, Sam Evans et Wade "Unique" Adams
- Say (John Mayer)  - Avec Blaine Anderson, Ryder Lynn, Kitty Wilde
- You Have More Friends Than You Know (Mervyn Warren)  - Avec Blaine Anderson, Sam Evans et Wade "Unique" Adams
- Outcast (Glee)  - Avec Jake Puckerman, Ryder Lynn et Wade "Unique" Adams
- For The Longest Time (Billy Joel)  - Avec Artie Abrams, Kitty Wilde, Sam Evans, Ryder Lynn et Jake Puckerman
- Superstition (Stevie Wonder)  - Avec Mercedes Jones et Blaine Anderson
- All Or Nothing (Glee)  - Avec Blaine Anderson

### Saison 5

#### Solo
- Wrecking Ball (Miley Cyrus)

#### Duo, Trio, Quatuor
- Sgt. Pepper's Lonely Hearts Club Band (The Beatles)  - Avec Jake Puckerman, Wade "Unique" Adams et Ryder Lynn
- Applause (Lady Gaga)  - Avec Sam Evans, Artie Abrams, Ryder Lynn et Blaine Anderson
- Nasty/Rhythm Nation (Janet Jackson) - Avec Jake Puckerman et Bree
- Mary’s Little Boy Child (Mahalia Jackson) - Avec Wade "Unique" Adams et Tina Cohen-Chang
- Love Child (The Supremes) - Avec Wade "Unique" Adams et Tina Cohen-Chang